# اشفورد جدید (ماساچوست)
اشفورد جدید، ماساچوست
اشفورد جدید (به انگلیسی: New Ashford) شهرکی در شهرستان برکشایر ایالت ماساچوست می‌باشد که در سال ۱۸۳۵ بنیان‌گذاری شده‌است. این شهرک در سرشماری سال ۲۰۱۰ میلادی، ۲۲۸ نفر جمعیت داشته‌است.